# União das Freguesias de Lavandeira, Beira Grande e Selores
Die União das Freguesias de Lavandeira, Beira Grande e Selores ist eine portugiesische Gemeinde (Freguesia) im Kreis (Concelho) Carrazeda de Ansiães, Distrikt Bragança, im Nordosten Portugals.

## Geschichte
Die Gemeinde entstand im Zuge der Gebietsreform vom 29. September 2013 durch die Zusammenlegung der ehemaligen Gemeinden Lavandeira, Beira Grande und Selores.
Lavandeira wurde Sitz der neuen Verwaltung.

## Demographie

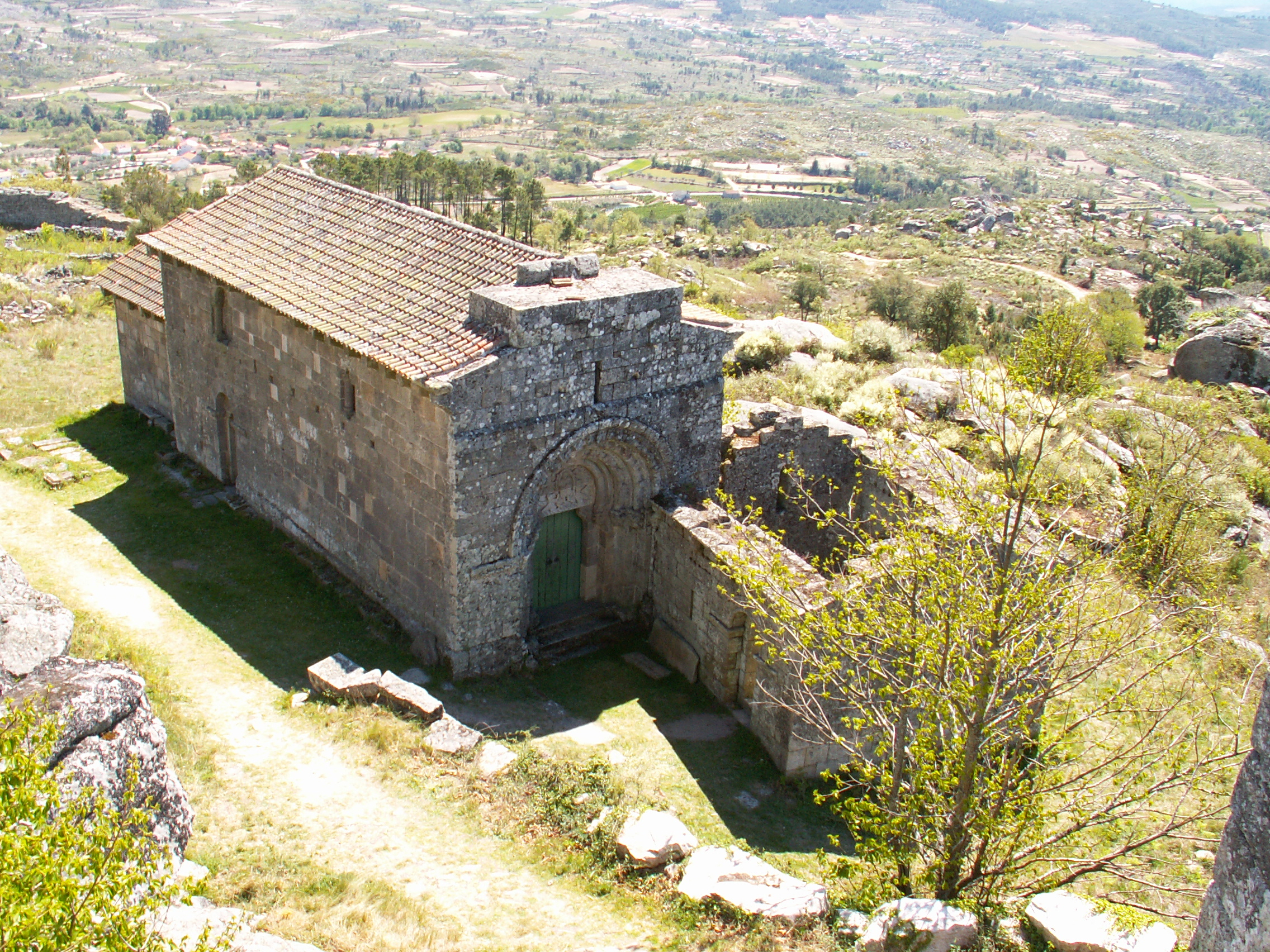
Igreja Paroquial de Ansiães

| Freguesia | Freguesia                          | Freguesia | Freguesia       | ehemalige Freguesias | ehemalige Freguesias | ehemalige Freguesias | ehemalige Freguesias |
| --------- | ---------------------------------- | --------- | --------------- | -------------------- | -------------------- | -------------------- | -------------------- |
| Wappen    | Freguesia                          | Einwohner | Fläche in (km²) | Wappen               | Freguesia            | Einwohner            | Fläche in (km²)      |
|           | Lavandeira, Beira Grande e Selores | 337       | 36,39           |                      | Lavandeira           | 162                  | 14,01                |
|           | Lavandeira, Beira Grande e Selores | 337       | 36,39           | Beira Grande         | 143                  | 14,76                |                      |
|           | Lavandeira, Beira Grande e Selores | 337       | 36,39           | Selores              | 135                  | 7,62                 |                      |